# Oxytropis bellii
Oxytropis bellii är en ärtväxtart som först beskrevs av Nathaniel Lord Britton, och fick sitt nu gällande namn av Ivan Vladimirovitj Palibin. Oxytropis bellii ingår i släktet klovedlar, och familjen ärtväxter. Inga underarter finns listade i Catalogue of Life.